# Global
Global Television Network, noto come Global o talvolta Global TV, è un canale televisivo nazionale canadese, fondato agli inizi degli anni settanta. Diventa visibile in ambito nazionale solo dall'anno 2000, quando acquista la Western International Communications, proprietaria di alcuni canali dell'Alberta.